# 美国医学会心脏病学
《美国医学会心脏病学》（JAMA Cardiology）是涵盖心脏病学的月度同行评审医学期刊。它成立于2016年，由美国医学会出版。主编是罗伯特·博诺（费恩伯格医学院）。根据期刊引证报告，该期刊在2021年的影响因子为30.154，在“心脏与心血管系统”类别的143种期刊中排名第4。

## 摘要和索引
该期刊在医学索引/MEDLINE/PubMed中被摘要和索引。